# Kira Weidle
Kira Weidle, född 24 februari 1996 i Stuttgart, är en tysk alpin skidåkare som debuterade i världscupen den 9 januari 2016 i Altenmarkt-Zauchensee i Österrike. Hon tävlar i grenarna störtlopp och super-G. Hennes första pallplats i världscupen kom när hon slutade trea i tävlingen i störtlopp den 30 november 2018 i Lake Louise i USA.
Weidle deltog vid olympiska vinterspelen 2018 och i världsmästerskapen 2017.